# Enemy Engaged: RAH-66 Comanche versus Ka-52 Hokum
Enemy Engaged: RAH-66 Comanche versus Ka-52 Hokum ist ein Hubschrauber-Flugsimulations-Computerspiel, das von Razorworks entwickelt wurde und 2000 von Empire Interactive für Microsoft Windows veröffentlicht wurde. Zonic Limited portierte das Spiel für Mac OS X, welches Feral Interactive 2002 veröffentlichte. Es ist der Nachfolger zu Enemy Engaged: Apache/Havoc. Mit Enemy Engaged 2 existiert ein direkter Nachfolger. Bei GOG.com erschien es erneut unter dem Titel Enemy Engaged: Comanche vs Hokum.

## Spielprinzip
Simuliert wird der amerikanische Boeing-Sikorsky RAH-66 und der russische Kamow Ka-52. Der Spieler hat die Wahl zwischen zufällig generierten Schnellmissionen oder drei dynamischen Kampagnen, die im Libanon, Taiwan und Jemen verortet sind. Vor dem Start können auf einer Karte Wegpunkte abgesteckt werden. Spielziel ist das Ausheben von Flugabwehrstellungen, Zerstören feindlicher Basen und die Bekämpfung von feindlichen Fahr- und Flugzeugen. Im Mehrspielermodus können bis zu 8 Spieler gegeneinander antreten.

## Entwicklung
2003 veröffentlichten die Entwickler den Quelltext unter einer proprietären Lizenz.

## Rezeption
Reinhard Fischer von PC Joker bezeichnete den Titel als solide. Er böte aber wenig Neuerungen. Jochen Rist von PC Player lobte die detaillierte Cockpitansicht und das realistische Flugmodell, kritisierte jedoch die kargen Menüs und Landschaften mit nur wenigen Objekten. Sein Kollege Martin Schnelle kritisierte die komplizierte Steuerung mit zahlreichen Tastaturkürzeln. Ihm gefiel die Spielphysik und das dynamische Schlachtfeld, welche das Spiel zu einer komplexen Simulation mache. PC Action merkte an, dass die Kampagnen sehr zeitintensiv seien. Im direkten Vergleich mit Gunship! sei es unterlegen. Sascha Gliss von PC Games kritisierte die unzeitgemäße Grafik.